# 이형 E8 x E8 이론
이론물리학에서 잡종 끈이론이란 보손 끈이론의 차원-초끈이론의 차원=16이므로 16차원이 게이지군이 된다는 끈이론이다.이 이론은 게이지군을 포함하기 때문에 그 대칭군은 U(1)이다.이것은 잡종 끈이론 중 게이지 대칭을 가지는 이론이이다.

## 초대칭
이형 끈이론을 포함하는 잡종 끈이론은 대칭이 너무 크기 때문에 양자장론의 모형들을 포함한다.이런 이유에서 잡종 끈이론은 표준모형을 가장 잘 설명하는 끈이론이다.

## HO형 끈이론
잡종 끈이론에는 HO형 끈이론과 HE형 끈이론이 있다.이중 HO형 끈이론은 게이지 군이 아닌  SO(32)를 포함하는 끈이론이다.HO형 끈이론도 HE형 끈이론과 마찬가지로 대칭이 너무 크기 때문에 양자장론 모형을 포함한다.

## 같이 보기
- 잡종 끈이론
- 끈 이론